# دان جورج
دان جورج (بالإنجليزية: Dan George)‏ هو لاعب اتحاد الرغبي بريطاني، ولد في 10 أغسطس 1986 في ويلز في المملكة المتحدة.